# Осоїд чубатий
{{#ifeq:0|0|{{#if:|{{#if:Pernisptilorhynchus|[[]}}|}}}}
Осоїд чубатий (Pernis ptilorhynchus)  — вид хижих птахів з роду Осоїд родини яструбових. Має 6 підвидів.

## Опис
Загальна довжина сягає 60-68 см при вазі 750—1500 г. Крила завдовжки 40,5-49,5 см, розмах крил 150—170 см. Схожий на канюка, але стрункіший, з відносно довгим хвостом і вузькими крилами. У польоті шия здається більш витягнутою, ніж у канюка. На голові часто, хоча і не завжди, присутній гострий чуб. Звідси походить назва цього птаха. Дзьоб вузький. Відсутній надбрівний хребет. Цівку вкрито сітчастими щитками.
Верхня частина темно-бура, низ білого забарвлення з бурим поперечним малюнком. В районі горла є темна пляма у вигляді підкови. На хвості у самців є 2 поперечні смуги. Молоді птахи і самки мають численні смужки, які дуже близько розташовані одна від одної. Дзьоб темний. Райдужна оболонка червона. Ноги жовтого кольору.

## Спосіб життя
Віддає перевагу листяним і світлим змішаним лісам. Політ легкий і маневровий, літає зазвичай невисоко. Голос дзвінкий, видає короткий свист «кія-є». Перелітний птах. Полює на комах та їх личинки, насамперед джмелів і ос. Схожістю на канюка забезпечує собі частковий захист від інших хижих птахів.
Гніздо будує на дереві, рясно вистилає зелене листя. Кладка пізня, починається з кінця травня-початку червня, складається з 1-2 яєць червоно-коричневого з білим.

## Поширення
Розповсюджено у Середньому і Східному Сибіру від Алтаю до Примор'я і Сахаліну, а також в північному Китаї та Японії. Зустрічається також у східному Казахстані та Середній Азії. Зимує у Південно-Східній Азії (від Іраку до Індії), в Туреччині, Ізраїлі, Єгипті. Крім того, залітає до південної Італії.

## Підвиди
- Pernis ptilorhynchus orientalis Taczanowski, 1891
- Pernis ptilorhynchus ruficollis Lesson, 1830
- Pernis ptilorhynchus torquatus Lesson, 1830
- Pernis ptilorhynchus ptilorhynchus (Temminck) 1821
- Pernis ptilorhynchus palawanensis Stresemann, 1940
- Pernis ptilorhynchus philippensis Mayr, 1939